# Beck Vilma
Beck Vilma (Magyarország, 1810. – Birmingham, Anglia, 1851. augusztus) írónő, besúgó.

## Élete

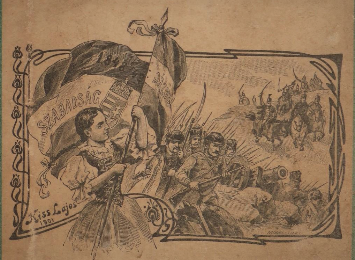
Beck Vilma

Az ősi cseh Horeczky családból származott, amely magyarrá lett. A család a 16. században Nyitrán rendelkezett földbirtokkal, és házasodások révén nyert nemesi rangot. Eredeti neve Horeczky Vilma. Racidula néven volt ismeretes az 1848–49-es szabadságharcban, amikor kémként szolgált a magyaroknak – ugyanakkor az osztrák hadvezetésnek is jelentett. A báró Beck nevet férje után vette fel; később elvált.
A világosi fegyverletétel után kivándorolt és Londonban telepedett le. Ott a titkosrendőrség szolgálatában is állt, de zsarolásai miatt elfogták és vizsgálati fogságba helyezték, ott is halt meg 1851-ben.

## Munkái
- Personal adventures during the late war of independence in Hungary (angolul), London, 1850, két kötet, (Beck Vilma bárónő néven)
  - Memoiren einer Dame während des letzten Unabhängigkeitskrieges in Ungarn (németül), London, 1851, (francia fordítását a párizsi Constitutionel 1851. február 18. – március 14. számaiban tette közzé)[4]
  - Egy hölgy emlékiratai az 1848-49-iki magyar szabadságharczról, Miskolc, 1901, németről fordította: Halász Sándor